# Arleigh Albert Burke
Arleigh Albert Burke, ameriški admiral, * 19. oktober 1901, Boulder, Kolorado, ZDA, † 1. januar 1996,  Bethesda, Maryland, ZDA.
Po njem je poimenovan razred rušilcev vojne mornarice Združenih držav Amerike.